# Gripsvans

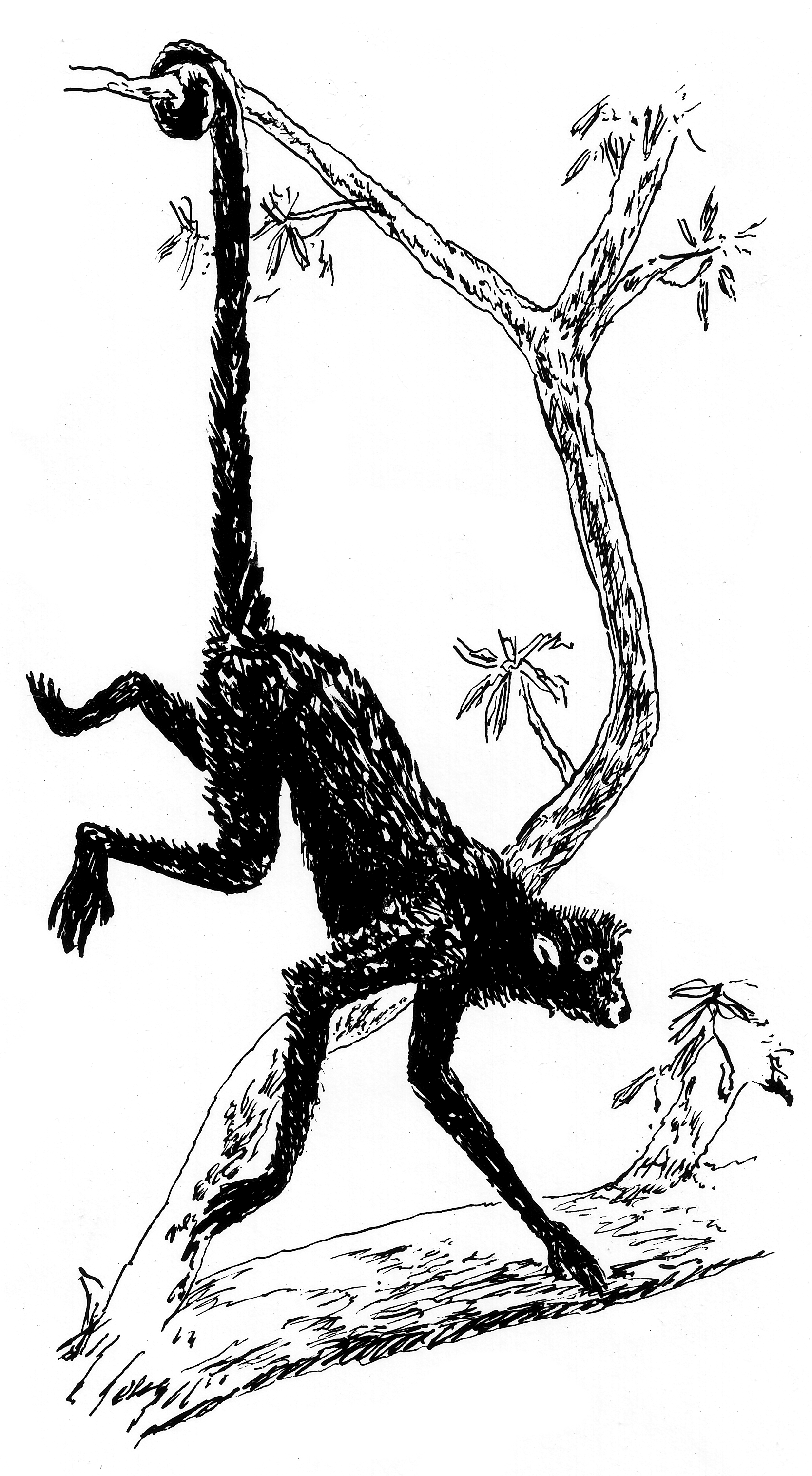
En gripsvans.

En gripsvans är en djursvans som har adapterats så, att djuret kan använda den för att hålla sig fast eller hålla fast föremål. Olika djurgrupper har var för sig utvecklat gripsvansar, däribland några gnagare, kattlika djur, pungdjur och ödlor, samt många primater. Många av dessa djur är trädlevande. Sjöhästar är däremot fiskar, och använder sina gripsvansar till att hålla sig fast i tång.

## Utbredning
Att trädlevande djur har utvecklat gripsvansar tycks vara vanligare i skogarna i Sydamerika än i de i Afrika och Sydostasien, där å andra sidan förmåga till glidflygning är vanligare än i Sydamerika. Det har föreslagits att detta beror på att de sydamerikanska regnskogarna är tätare och innehåller mer lianer än regnskogarna i Afrika och Sydostasien. Dock finns det i skogarna i Australien och på Nya Guinea både många däggdjur med gripsvans, och många som kan glidflyga. Faktiskt har samtliga glidflygande australiska däggdjur också en svans med åtminstone en viss gripförmåga.